# Dicamptus reticulatus
Dicamptus reticulatus är en stekelart som först beskrevs av Cameron 1899.  Dicamptus reticulatus ingår i släktet Dicamptus och familjen brokparasitsteklar. Inga underarter finns listade i Catalogue of Life.